# Dysstroma nigerrima
Dysstroma nigerrima là một loài bướm đêm trong họ Geometridae.